# Кетрешть
Кетрешть, Кетрешті (рум. Chetrești) — село у повіті Васлуй в Румунії. Входить до складу комуни Белтень.
Село розташоване на відстані 275 км на північний схід від Бухареста, 11 км на північний захід від Васлуя, 52 км на південь від Ясс, 143 км на північ від Галаца.

## Населення
За даними перепису населення 2002 року у селі проживали 159 осіб, усі — румуни. Усі жителі села рідною мовою назвали румунську.